# Tramwaje w Damaszku
Tramwaje w Damaszku − zlikwidowany system komunikacji tramwajowej w stolicy Syrii, Damaszku.

## Historia
Tramwaje elektryczne w Damaszku uruchomiono 7 lutego 1907. Na sieci tramwajowej zastosowano tory o szerokości 1050 mm. System tramwajowy w Damaszku składał się z 6 linii o łącznej długości 10 km. Jedna z tras prowadziła do Douma. Tramwaje w Damaszku zlikwidowano w 1967. 